# Strumień indukcji magnetycznej
Strumień indukcji magnetycznej, strumień pola magnetycznego, strumień magnetyczny – strumień pola dla indukcji magnetycznej.
Strumień przepływający przez powierzchnię {\displaystyle S} jest zdefiniowany jako iloczyn skalarny wektora indukcji magnetycznej i wektora powierzchni {\displaystyle S.}
Dla powierzchni płaskiej i jednorodnego pola magnetycznego wzór na strumień ma postać:
{\displaystyle \Phi ={\vec {B}}\cdot {\vec {S}}=BS\cos \alpha ,}
gdzie:
{\displaystyle {\vec {B}}} – wektor indukcji magnetycznej,
{\displaystyle {\vec {S}}} – wektor powierzchni {\displaystyle S,}
{\displaystyle \alpha } – kąt między wektorami {\displaystyle {\vec {B}}} i {\displaystyle {\vec {S}}.}
Dla dowolnej powierzchni:
{\displaystyle \Phi =\int \limits _{S}{\vec {B}}\cdot {\vec {dS}}=\int \limits _{S}BdS\cos \alpha ,}
gdzie {\displaystyle {\vec {dS}}} jest wektorem nieskończenie małego fragmentu {\displaystyle dS} powierzchni {\displaystyle S.}
Jednostką strumienia indukcji magnetycznej jest weber (Wb).
Strumień indukcji magnetycznej przyjmuje wartość maksymalną, gdy wektor indukcji magnetycznej jest prostopadły do powierzchni, a najmniejszą (równą 0), gdy jest do niej równoległy.
Strumień pola magnetycznego przechodzący przez powierzchnię zamkniętą jest równy zero. Wynika to z faktu, że nie istnieją źródła pola magnetycznego w postaci pojedynczych biegunów magnetycznych (monopoli magnetycznych).